# Hangö
Hangö ([haŋøː]; finska: Hanko [ˈhɑŋko]) är en stad i landskapet Nyland i Finland. Folkmängden i Hangö stad uppgår till 7 979 invånare, och den totala arealen utgörs av 799,99 km². Hangö stad gränsar till Raseborgs stad och Kimitoöns kommun. Stadens språkliga status är tvåspråkig,  med finska som majoritetsspråk (omkring 54 %) och svenska som minoritetsspråk (omkring 43 %). Svenska var emellertid kommunens majoritetsspråk till 1970-talet. 
Hangö stad ingår i Raseborgs ekonomiska region. 
Hangö är Finlands sydligaste stad och är belägen längst ut på Hangö udd. Det som kännetecknar staden är dess stränder i allmänhet och dess långgrunda sandstränder i synnerhet. I staden finns inte mindre än 30 kilometer sandstränder.  Det är en typisk sommarstad som lever upp på sommaren då ett otal evenemang efterträder varandra. Årligen kommer tusentals turister till staden för att njuta av sol och hav. Ett av sommarens största evenemang är Hangöregattan som ordnas i juli varje år. Hangö har en sekellång historia som badort. Som hamnstad är dess historia ännu längre. Hamnen öppnades för trafik 1873, ett år innan staden grundades.

## Historia
Hangö nämns första gången i skrift redan på 1200-talet. Det är i en dansk farledsbeskrivning (som i modern tid kallas Kung Valdemars segelled), där Hangö går under namnet Hangethe. Även Tvärminne under namnet Lowicsund nämns i samma beskrivning. Vikingarna använde dock redan på 800-1000-talet udden där Hangö nu ligger som övernattnings- och hamnplats under sina färder österut till bland annat Novgorod i Ryssland. Från 1400-talet och framåt användes ett sund mellan två öar i Hangö skärgård som hamn av främst svenska sjöfarare. Sundet heter Gäddtarmen. I väntan på bättre väder högg dessa sjöfarare sina namn, initialer och adelsvapen i klipporna. Dessa hällristningar är i dag en turistattraktion.
Hangö har en lång historia av krig. År 1714 drabbade den svenska flottan och den ryska flottan samman norr om Hangö. Sjöslaget är känt som Sjöslaget vid Hangö udd. På slutet av 1700-talet byggde Sverige befästningsverk på såväl tre öar utanför Hangö som på fastlandet. För att förhindra att engelsmännen skulle kunna ta över fästningarna (Gustafsvärn och Gustaf Adolf) på öarna under Krimkriget sprängde ryssarna dem medvetet i augusti 1854. En av fästningsbyggnaderna som låg på fastlandet är museum i dag.

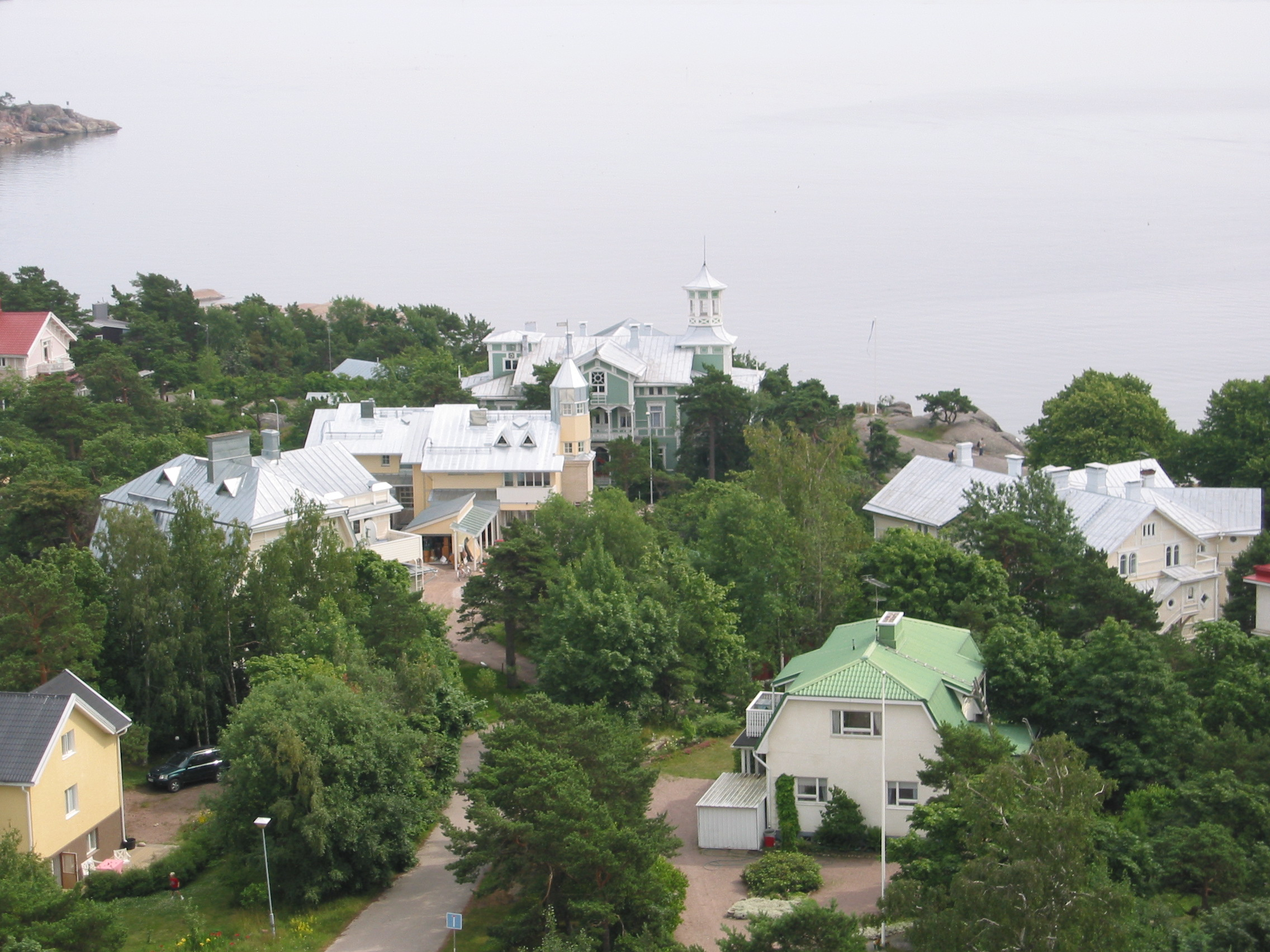
Villor

Staden grundades år 1874, ett år efter att orten fick järnvägsförbindelse (Hangöbanan). Havet hålls isfritt vid Hangö största delen av året, varför staden kunde fungera som vinterhamn. Stadens fundationsbrev är undertecknat den 12 februari 1878. Året därpå 1879 öppnades en badinrättning i staden. Staden blev strax därefter en populär turistort bland ryska societeten. Ett otal vackra villor med snickarglädje uppfördes under denna tid i Hangö. En ortodox kyrka uppfördes också. Efter att Finland år 1917 blev självständigt upphörde, av naturliga skäl, den ryska turistströmmen till staden.
Mellan åren 1880–1930 emigrerade över 300 000 finländare till Nordamerika via Hangö.
Den 3 april 1918 landsteg den tyska Östersjödivisionen med cirka 9 000 man i Hangö, under ledning av generalmajor greve Rüdiger von der Goltz, i syfte att stöda de vita skyddskårerna i det pågående finska inbördeskriget.
Efter finska vinterkriget år 1940 var Finland tvunget att utarrendera Hangö udd och Hangö stad till Sovjetunionen som marinbas för 30 år. All befolkning på Hangö udd evakuerades. När fortsättningskriget bröt ut 1941, blev Hangöfronten scen för talrika strider. Svenska frivilligbataljonen spelade en viktig roll vid frontavsnittet. På grund av krigsmotgångar drog Sovjetunionen tillbaka sina trupper i förtid från området.  Sent på kvällen den 2 december 1941 lämnade det sista sovjetiska örlogsfartyget Hangö. Under sin närvaro hade de byggt ett, för tiden, stort flygfält i närheten av Täktom by, Hangö flygfält. Hangö Flygklubb är i dag verksam på flygplatsen. Efter fortsättningskriget fick Finland behålla Hangö, Sovjetunionen arrenderade i stället Porkalaområdet.

## Geografi
I kommunen ingår bland annat stadsdelarna och byarna Bengtsår, Gunnarsstrand (finska: Gunnarinranta), Kapellhamnen (finska: Kappelisatama), Koverhar, Krogarhamnen (hamn i Tvärminne), Krogars (järnvägsstation), Sandö (finska: Santala), Syndalen (militärt lägerområde), Tvärminne (med forskningsanstalt, 59°50′24″N 23°12′56″Ö / 59.84000°N 23.21556°Ö) och Täktom.
Här finns också öarna Andalskär, Dödören, Ekö, Gunnarsören, Kadermo, Klippingarna, Kupungar, Möön, Russarö (med fyr), Tvärminneön, udden Tulludden (med lotsstation), vikarna Kolaviken, Täktbukten, fjärden Tvärminne Storfjärd (i Hangö och Ekenäs) samt sjön Sandöträsket.

## Styre och politik

### Mandatfördelning i Hangö stad, valen 1976–2025
| 6 | 11 |  | 13 | 2 | 2 |

| 5 | 12 |  | 12 |  | 4 |

| 4 | 12 | 14 | 5 |

| 3 | 12 | 16 | 4 |

| 3 | 14 |  | 13 | 4 |

| 4 | 12 |  | 14 | 4 |

| 4 | 14 |  | 12 | 4 |

| 4 | 12 |  |  | 14 | 3 |

| 24 | 11 |

| 3 | 13 | 2 | 13 |  | 3 |

| 24 | 11 |

| 4 | 12 | 2 |  | 11 |  | 4 |

| 25 | 10 |

|  | 4 | 9 |  | 2 | 2 | 10 | 2 |

| 20 | 11 |

| 2 | 9 |  |  | 4 | 10 |  | 3 |

| 25 | 6 |

| 3 | 10 | 2 |  | 11 |  | 3 |

### Vänorter
- Gentofte – Danmark
- Hapsal – Estland
- Halmstad – Sverige
- Stord – Norge

## Ekonomi och infrastruktur

### Näringsliv
Ett axplock av industrier i Hangö:
- Helkama Velox Oy, cykeltillverkning
- Helmacab Oy, kablar[8]
- Forcit Oy Ab, sprängämnestillverkning
- ViskoTeepak Oy, fjälstertillverkning av fiber[9]
- Mannerin konepaja Oy. Företaget tillverkar hjul till bland annat kundvagnar.
- Hangö Mekaniska Ab Oy. Företaget tillverkar maskiner för metallurgi.
- MS-Steel Oy, Företaget fungerar som underleverantör t.ex Konecranes och tilverkar bl.a lyftkranar.[10]
- Sauna 360 Oy. Tillverkar bastuprodukter, bland annat ugnar och styrpaneler.

### Kommunikationer

#### Järnvägar
- Hangö har sedan år 1873 haft järnvägsförbindelse med övriga Finland genom Hangöbanan. Ännu i dag finns både godstrafiken och persontrafiken kvar. Persontrafiken upprätthålls mellan Hangö och Karis. De gamla dieseldrivna loken som drog personvagnarna ersattes på våren år 2006 med moderna rälsbussar.

#### Vägar
- Från Hangö utgår Riksväg 25 som förbinder staden med övriga Finland. En mindre väg går till Lappvik via Täktom och Tvärminne.

#### Hamnar
- Hangö hamn var, förr i tiden, under många långliga år Finlands enda vinterhamn.
- Det har genom tiderna, från och till, förekommit färjetrafik i Hangö. Redan år 1877 inleddes åretrunttrafik till Stockholm med ångfartyget S/S Express. En tågfärja trafikerade Hangö–Travemünde 1975–1998. På 2000-talet har hamnen trafikerats bland annat av Superfast Ferries (ägd av Tallink). Rederiet startade trafiken Rostock - Hangö den 17 maj 2001 och lade ner linjen vid årsskiftet 2006/2007. Dess färjor överfördes i stället till den nya linjen Rostock-- Helsingfors. En fast båtförbindelse mellan Hangö och Rostock nyöppnades den 7 oktober 2007. Denna gång var det dock inte fråga om bilfärjor (ro-pax-fartyg) utan om fraktfärjor (ro-ro-fartyg). Det danska rederiet Scandlines satte till att börja med in ett ro-ro-fartyg på rutten. Avgångar skedde två dagar i veckan. Från och med årsskiftet 2007/2008 utökades trafiken med ytterligare ett ro-ro-fartyg och samtidigt utökades antalet avgångar till fyra dagar i veckan. Den 1 september 2012 tog det svenska rederiet Swedish Orient Line (SOL) över Scandlineslinjen Hangö– Rostock[11]. Rederiet SOL satte den 22 januari 2015 ytterligare in ett ro-ro-fartyg, och utökade därmed antalet avgångar från fyra till fem per vecka. Den 19 januari 2015 inledde också det finländska rederiet Finnlines ro-ro-trafik mellan Hangö och Rostock. Rederiet har ro-ro-fartyget M/S Finnmerchant på rutten, och antalet avgångar är två per vecka[12]. Detta rederi startade likaså vid årsskiftet 2015/2016 ro-ro-trafik på Gdynia i Polen, och antalet avgångar är tre per vecka[13]. Den 30 oktober 2011 inledde det estniska rederiet Navirail reguljär trafik på Paldiski i Estland[14] (var god gå till artikeln om Hangö hamn för utförligare information om hamnen).
- Koverhar hamn. Cirka 18 kilometer nordost om Hangö tätort ligger Hangö hamns nyaste hamndel, Koverhar Hamn[15]. Hamnen kommer att öppnas för trafik under 2016.
- Gästhamnen (marinan) för småbåtar i Hangö är Finlands största.
- Yttre hamnen/Frihamnen är Finlands enda frihamn, och är idag den viktigaste bilimporthamnen i Finland.
- Kapellhamnen och Hangöby hamn är båda två småbåtshamnar och används huvudsakligen av lokalbefolkningen i Hangö. I Hangöby hamn finns dock också cirka 20 gästbåtsplatser.[16]

### Utbildning
Här finns inom den grundläggande utbildningen sex finskspråkiga skolor och sex svenskspråkiga skolor. De finskspråkiga skolorna är följande: Hangon keskuskoulu (åk 1–6), Hangonkylän koulu (åk 1–4), Lappohjan koulu (åk 1–5), Tita-Marian koulu (specialskola för elever med stödbehov), Hankoniemen yläaste (åk 7–9) och Hankoniemen lukio (gymnasium). De svenskspråkiga skolorna är följande: Hangö Centralskola (åk 1–6), Hangöby skola (åk 1–3), Lappvik skola (åk 1–5), Centrumskolan (specialskola för elever med stödbehov), Hangö högstadium (åk 7–9) och Hangö gymnasium. I staden verkar bland annat även ett svenskspråkigt musikinstitut, ett svenskspråkigt sommaruniversitet och ett finskt och svenskt medborgarinstitut.

## Demografi

### Befolkningsutveckling
| Befolkningsutvecklingen i Hangö stad 1975–2020                                                               | Befolkningsutvecklingen i Hangö stad 1975–2020 | Befolkningsutvecklingen i Hangö stad 1975–2020 | Befolkningsutvecklingen i Hangö stad 1975–2020 | Befolkningsutvecklingen i Hangö stad 1975–2020 |
| --- | ---------------------------------------------- | ---------------------------------------------- | ---------------------------------------------- | ---------------------------------------------- |
| |                                                |                                                |                                                |                                                |
| År |                                                |                                                | Folkmängd                                      |                                                |
| 1975 | 1975                                           |                                                | 10 330                                         |                                                |
| 1980 | 1980                                           |                                                | 12 163                                         |                                                |
| 1985 | 1985                                           |                                                | 12 071                                         |                                                |
| 1990 | 1990                                           |                                                | 11 458                                         |                                                |
| 1995 | 1995                                           |                                                | 10 825                                         |                                                |
| 2000 | 2000                                           |                                                | 10 044                                         |                                                |
| 2005 | 2005                                           |                                                | 9 827                                          |                                                |
| 2010 | 2010                                           |                                                | 9 462                                          |                                                |
| 2015 | 2015                                           |                                                | 8 864                                          |                                                |
| 2020 | 2020                                           |                                                | 8 042                                          |                                                |
| Anm: Uppgifterna avser förhållandena den 31 december nämnda år enligt områdesindelningen den 1 januari 2022. |                                                |                                                |                                                |                                                |

### Språk

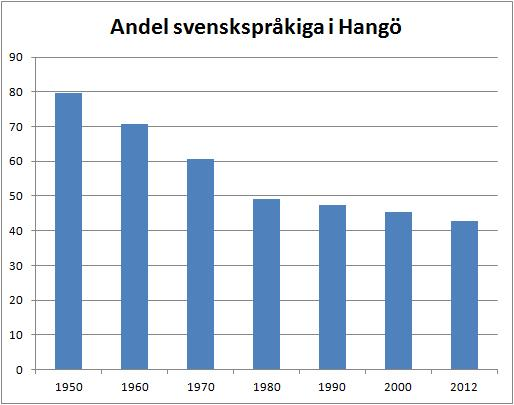
Andel svenskspråkiga i Hangö, i procent, 1950-2012. Källa: https://issuu.com/folktinget/docs/fisve2012-rapport

Befolkningen efter språk (modersmål) den 31 december 2022. Finska, svenska och samiska räknas som inhemska språk då de har officiell status i landet. Resten av språken räknas som främmande. För språk med färre än 10 talare är siffran dold av Statistikcentralen på grund av sekretesskäl.
| Språk                        | Talare 2022-12-31 | Talare 2022-12-31 |
| Språk                        | Antal             | Andel (%)         |
| ---------------------------- | ----------------- | ----------------- |
| Hela befolkningen            | 7 832             | 100,0             |
| Inhemska språk totalt        | 7 473             | 95,4              |
| Finska                       | 4 122             | 52,6              |
| Svenska                      | 3 350             | 42,8              |
| Samiska                      | 1                 | 0,0               |
| Främmande språk totalt       | 359               | 4,6               |
| Ryska                        | 89                | 1,1               |
| Estniska                     | 58                | 0,7               |
| Thailändska                  | 37                | 0,5               |
| Annat språk                  | 36                | 0,5               |
| Kurdiska                     | 24                | 0,3               |
| Polska                       | 20                | 0,3               |
| Engelska                     | 18                | 0,2               |
| Tyska                        | 12                | 0,2               |
| Arabiska                     | 11                | 0,1               |
| Språk med färre än 10 talare | 54                | 0,7               |

|  | Finska (52,6 %) |

|  | Svenska (42,8 %) |

|  | Samiska (0,0 %) |

|  | Främmande språk (4,6 %) |

|  | Finska (52,6 %) |

|  | Svenska (42,8 %) |

|  | Samiska (0,0 %) |

|  | Främmande språk (4,6 %) |

## Kultur

### Dagstidningar
I Hangö utkom under några år två lokala dagstidningar, HangöTidningen och Kustens Morgon, den senare grundad av ”avhoppare” från den förra. Båda tidningarna utkom två gånger per vecka och var på så sätt unika i Finland att de båda var helt tvåspråkiga. Båda var också utpräglade lokaltidningar och hade knappt någon nyhetsservice från övriga Finland och världen. Den 12 december 2006 slogs tidningarna samman under namnet Hangötidningen, utgiven av en ny förläggare. Tvåspråkigheten har bibehållits. Därtill konkurrerar en svenskspråkig regiontidning, Västra Nyland, om tidningsläsarna i staden.

### Konstarter
Hangö teaterträff, Finlands största svenskspråkiga teaterfestival, arrangeras årligen i Hangö i juni. De 30-40 föreställningarna spelas i Hangös gamla magasin, i hamnbyggnader, utomhus samt på restauranger. Festivalen arrangeras av Hangö teaterträff r.f..
Hangö Musikdagar arrangeras varje år i mitten av juli. Musikdagarna består av en serie kammarmusikkonserter av internationell nivå samt åtminstone en jazzkonsert. I samband med festivalen ordnas också ett musikläger för barn och ungdomar. Festivalledare är violinisten Milla Rantala och sedan hösten 2012 fungerar Outi Niemensivu som evenemangets verksamhetsledare.

### Sevärdheter

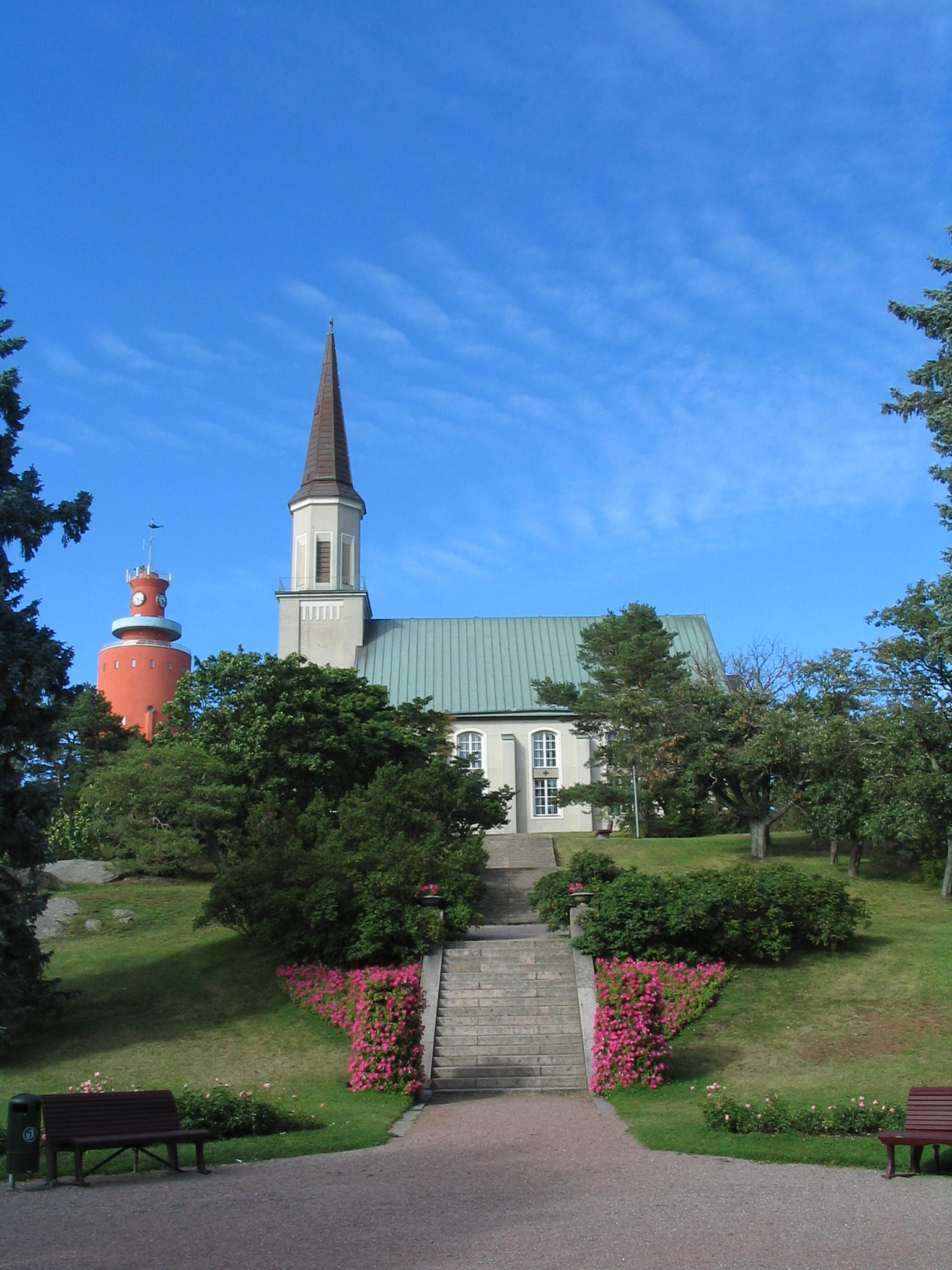
Vattentornet och kyrkan

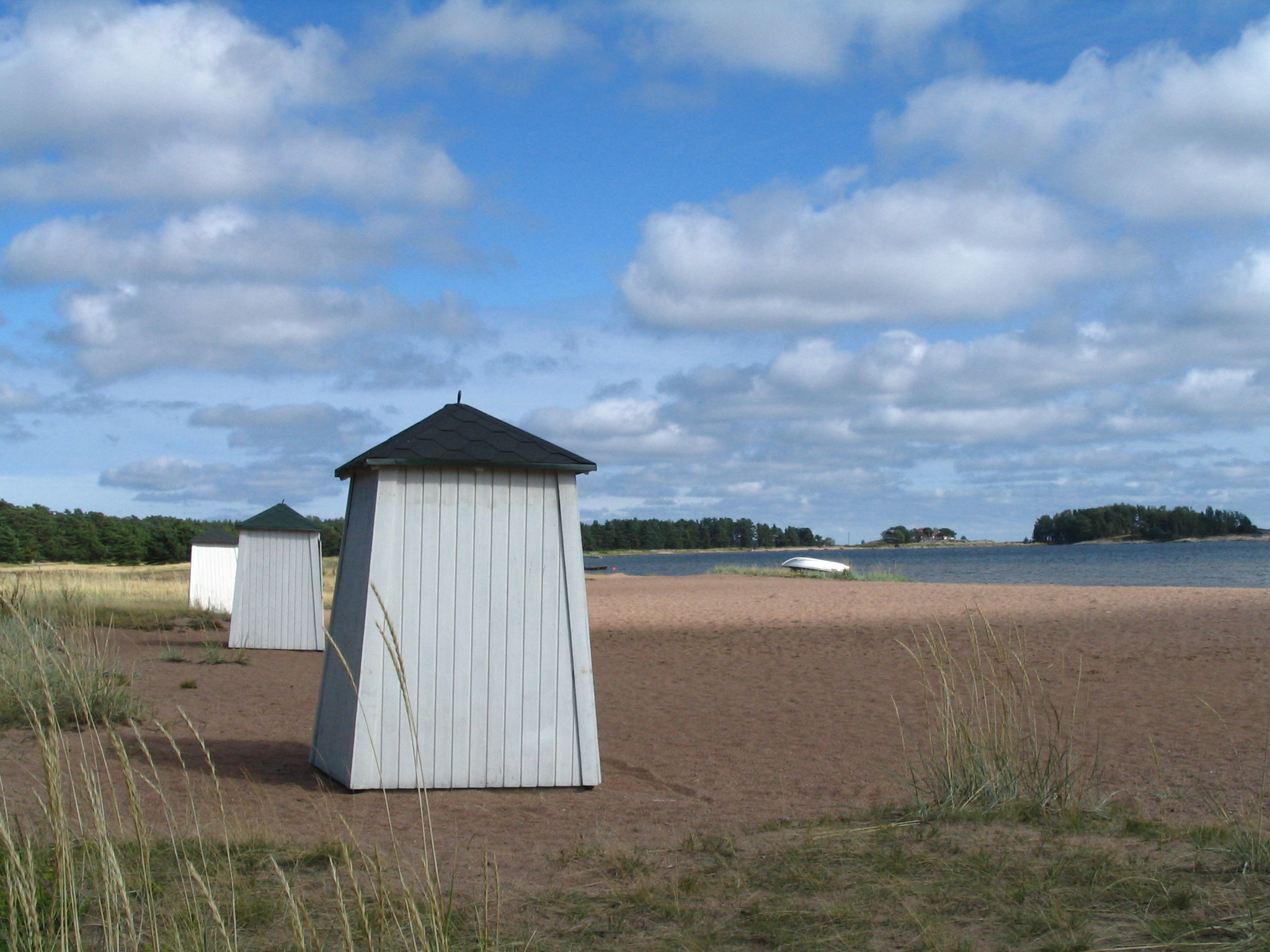
Långsanda badstrand

- Hangö frontmuseum i tätorten Lappvik. Museets huvudfokus ligger på livet vid Hangöfronten under andra världskriget men har även specialutställningar om krigsåren 1939-1945.
- Under sommaren finns daglig båtförbindelse till Gäddtarmen, en naturhamn där sjöfarare under långliga tider, fördrev sin tid, med att hugga bland annat sina sköldemärken i klipporna (hällristningar).
- Under sommaren finns även dagliga båtförbindelser till Finlands högsta fyr (tillika nordens högsta), Bengtskär.
- Ortodoxa kyrkan vid Täktomvägen är en finska ortodoxa kyrka som förmögna ryska turister lät bygga på slutet av 1800-talet.
- Hangö Fästningsmuseum. Museet har varierande utställningar med anknytning till Hangö.
- Vid Parkberget och på berget i närheten av Kapellhamnen finns istida jättegrytor.
- Naturen på Hangö udd är även en sevärdhet. De långa sandstränderna och moarna är typiska för udden. Udden utgör en etapp på många flyttfåglars rutt.
- Frihetsmonumentet i Hangö. Vid havsstranden i södra änden av Boulevarden. Rest till minne av den tyska landstigningen 1918.
- Spår efter krigen. Överallt på Hangö udd finns otaliga spår efter alla krig som har utkämpats här.
- Hangö vattentorn. En utsiktsplats med god vy över både hela Hangö och en bra bit över Hangö udd.

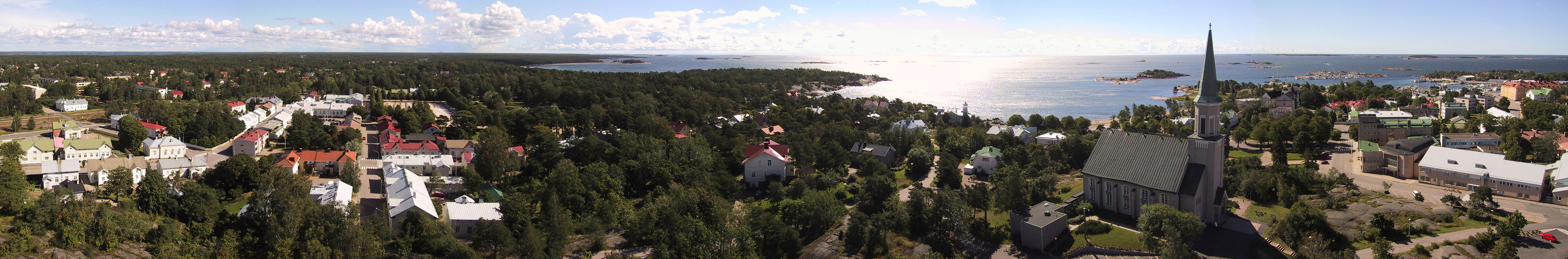
Panoramavy från vattentornet.

### Bibliotek
Endast två år efter grundandet av Hangö stad öppnades Hangö folkbibliotek 1876 av Betty Fröberg, som var telegrafist på järnvägsstationen. Biblioteket var redan från början tvåspråkigt, och böckerna donerades eller inköptes genom medlemsavgifer, soaréer och bidrag från Hangö stads utskänkningsbolag. 1898 övergick biblioteket i stadens ägo och huserade i olika villor, klassrum och kapprum. Det hade bara öppet en vardag i veckan samt söndagar, efter gudstjänsten, och sköttes av folkskollärarinnor eller änkefruar.
1922 inleddes en ny tid i Hangö folkbiblioteks historia, då Himmi Nordström valdes till bibliotekarie och katalogiseringen började göras enligt det svenska SAB:s klassifikationssystemet. Den amerikanska biblioteksmodellen hade då fått fotfäste med grundtanken att biblioteken skulle finansieras med allmänna medel, vara gratis och skötas av utbildade biblioteksföreståndare. 1926 fick biblioteket egna lokaler i det nya stadshuset och hade öppet 8 timmar om dagen. Och från 1939 var Hangö bibliotek först i Finland med biblioteksservice på sjukhus. Men andra världskriget avslutade denna verksamhet 1941 och biblioteket evakuerades till Ekenäs.
När Sovjetunionens arrendetid i Hangö var över redan efter två år, i december 1941, inleddes återuppbyggnaden 1942 och biblioteket fick hyra tre rum. Utlåningen sköt i höjden och öppethållandet utökades till 12 timmar i veckan 1950. När det nya stadshuset stod klart året därpå fick biblioteket nya lokaler där fram till 1989.
Kompositören Seppo Nummi inspirerade Margit Frankenhaeuser, som var bibliotekarie i Hangö 1953–1964, att arrangera Musik bland hyllorna under ledning av stadens kapellmästare Fabian Dahlström. Även mycket välbesökta musikkvällar för ungdomar ordnades med dåtidens populärmusik av bland andra Pat Boone, Harry Belafonte, Louis Armstrong, Debbie Reynolds, Elvis Presley och Tommy Steele.
1989 fick Hangö bibliotek ett eget hus, tack vare Inger Lundqvist, som var Finlands yngsta bibliotekarie då hon tillträdde sin heltidstjänst som chef för Hangö bibliotek 1970.
Andra som berikat bibliotekets verksamhet är Benita Forsman, som under 40 år har ordnat lässtunder för vuxna med intellektuell funktionsnedsättning, och Agneta Möller Salmela, som med sin Hangömodell vägleder barn och unga till böckernas värld.

### Restauranger och caféer

Ett axplock bilder över restauranger i Hangö
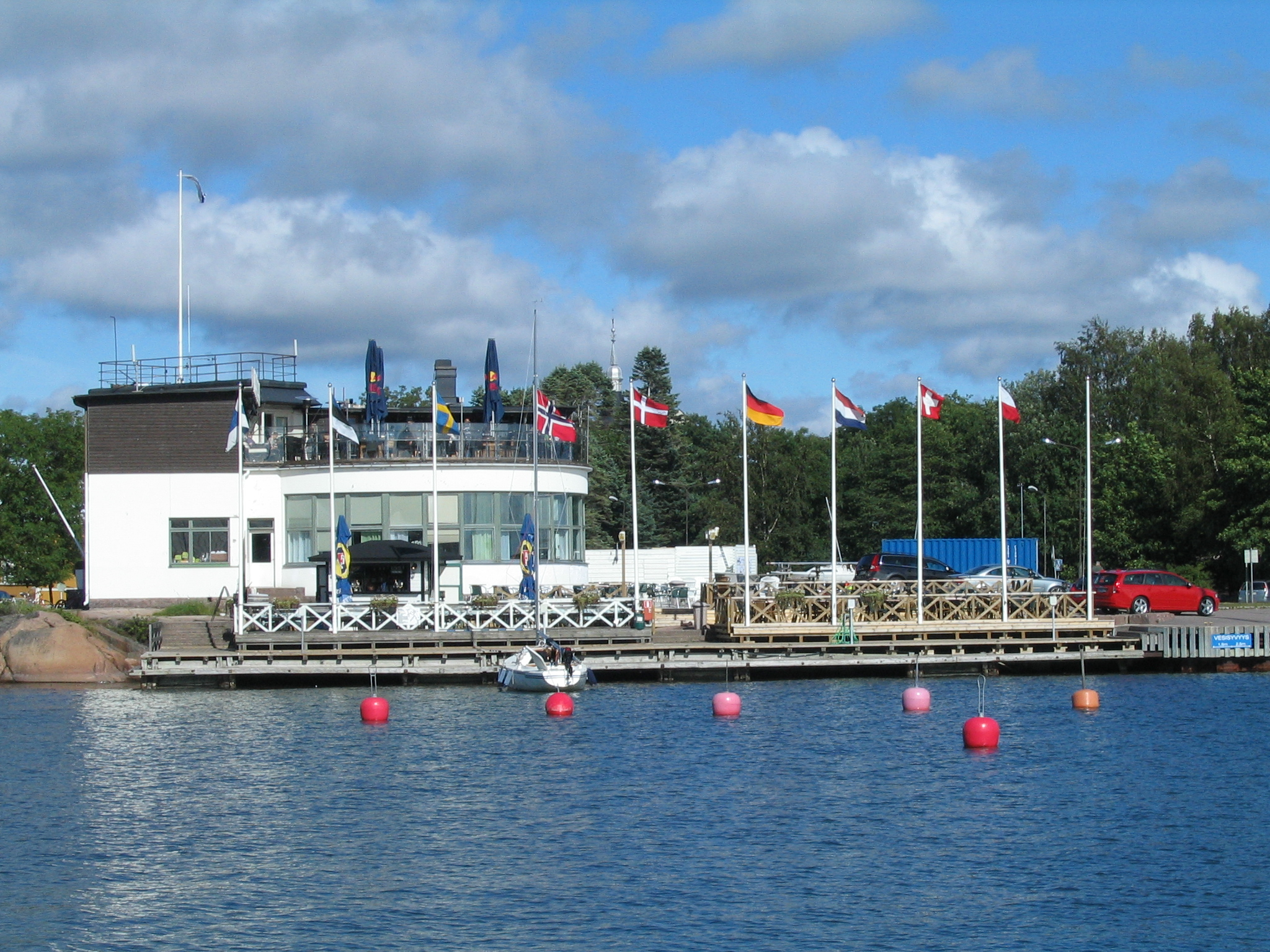
Restaurang HSF.
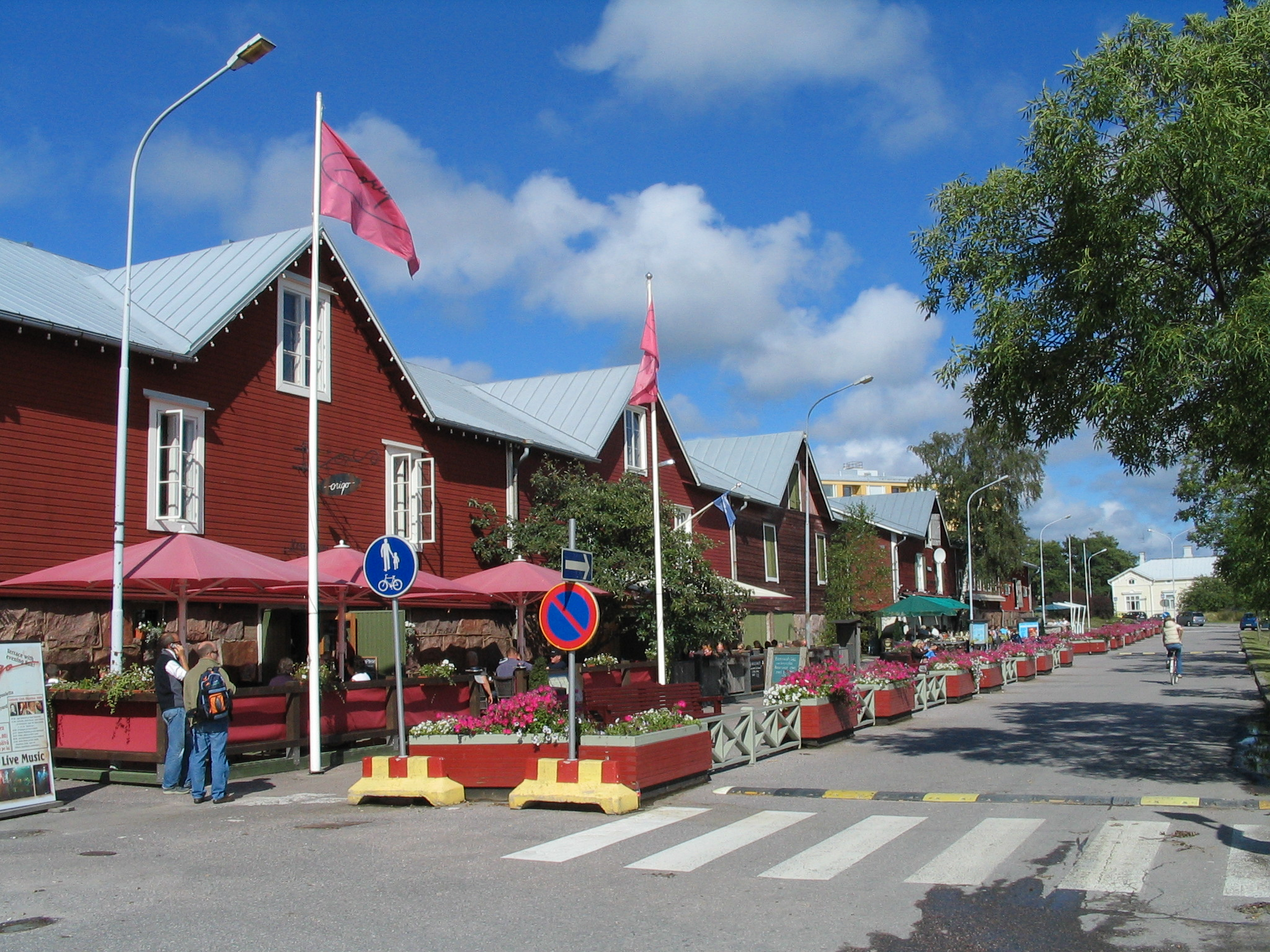
Restaurangerna i Östra hamnen.
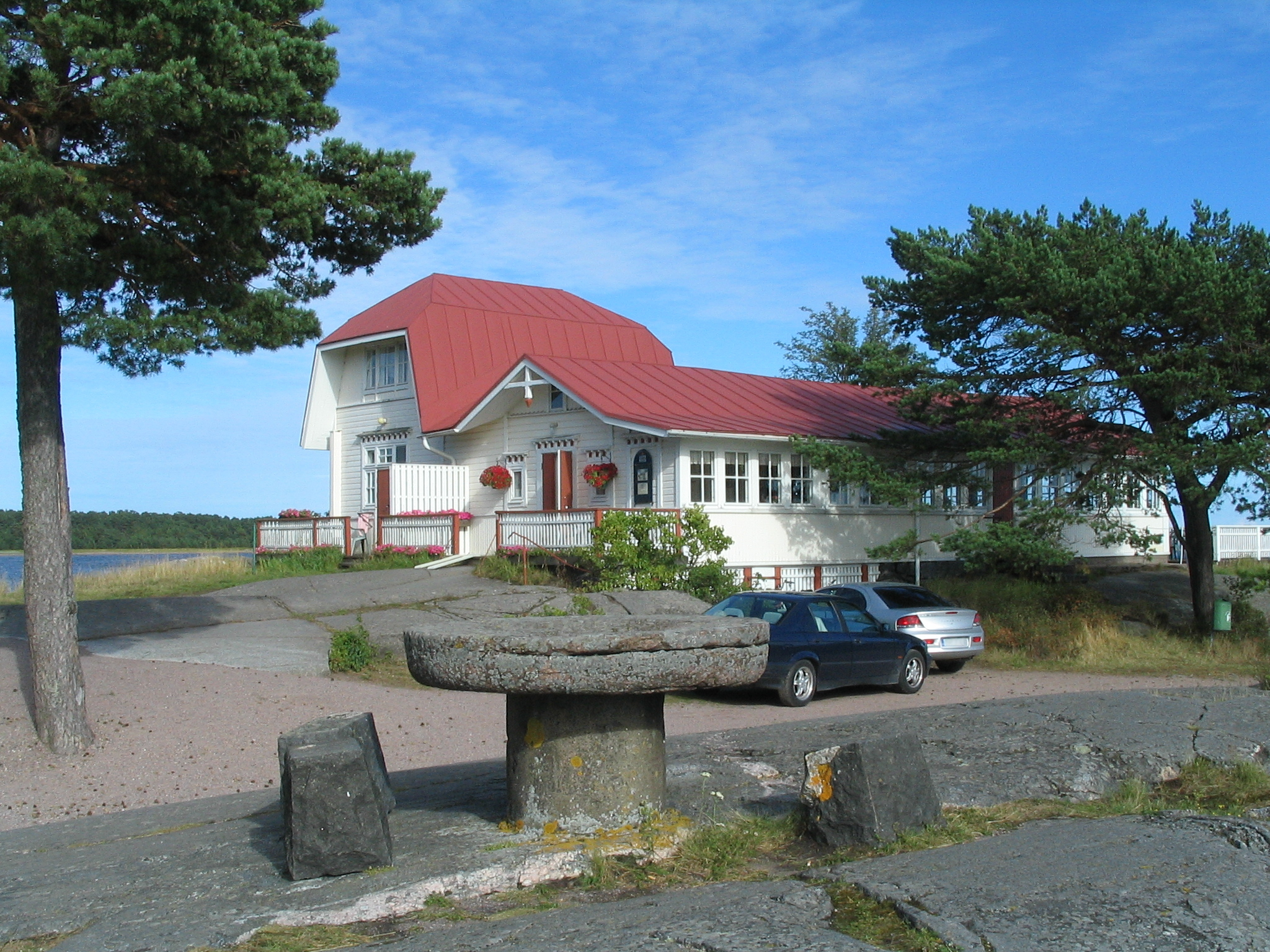
De Fyra Vindarnas Hus.

En stor del av restaurangerna finns i närheten av gästhamnen. Närmast ligger, Restaurang HSF. Längre bort ligger flera sommarrestauranger i de gamla hamnmagasinen. Vid Appelgrensvägen finns restaurangen Casino i ett ombyggt societetshus från badhustiden. 
De fyra vindarnas hus är ett kafé med utsikt över havet. Fältmarskalk C. G. Mannerheim har en gång i tiden ägt kaféet, han lät inreda det på 1920-talet för att likna en fransk lantrestaurang.

## Idrott
- Hangö IK (HIK) är en idrottsförening med många sektioner.
- Hangö Segelförening (HSF) har som namnet antyder verksamhet inom segling.
- Hangö AIK (HAIK) är främst verksam inom fotboll.
- Hangon Hyrskyt (HaHy) är en idrottsförening som är verksam inom innebandy, kampsport, klättring, bowling, friidrott samt frisbeegolf.[24]